# Gigi i fontanna młodości
Magical Princess Minky Momo (jap. 魔法のプリンセス ミンキー モモ Mahō no Purinsesu Minkī Momo) – anime z gatunku Mahō-shōjo w reżyserii Kunihiko Yuyamy zrealizowany w latach 1982-1983 przez Ashi Productions.

## OVA
W Polsce wydano odcinek OVA Gigi i fontanna młodości (jap. ミンキーモモ 夢の中のロンド Minkī Momo yume no naka no rondo) w wersji z polskim lektorem na kasetach VHS. Odpowiedzialnym za dystrybucję w Polsce była firma Video Rondo.